# My 21st Century Blues
My 21st Century Blues è il primo album in studio della cantante britannica Raye, pubblicato il 3 febbraio 2023 dalla Human Re Sources.

## Antefatti
Dopo la sua firma nel 2014 con la Polydor Records, per sette anni l'etichetta aveva rimandato la pubblicazione dell'album di debutto di Raye. Nel corso del 2021, la cantante ha deciso di interrompere il suo contratto con la Polydor e di diventare artista indipendente, sostenendo che le case discografiche «dovrebbero permettere agli artisti di avere idee personali, mettendo in secondo luogo le vendite dei progetti».My 21st Century Blues contiene brani scritti dalla cantante alcuni anni prima della sua pubblicazione; Raye ha anche rivelato di aver escluso diversi pezzi dalla lista tracce finale poiché riteneva non fossero pertinenti con l'idea dietro il disco.
Durante un'intervista concessa al segmento britannico della rivista Rolling Stone, Raye ha confermato di aver esplorato tematiche che l'hanno personalmente coinvolta, ovvero il disturbo da dismorfismo corporeo, l'ansia e la violenza sessuale, affermando che la composizione di alcune delle tracce contenute nell'album abbiano contribuito al processo di guarigione per superare i traumi subìti.

## Promozione

### Singoli
Il 30 giugno 2022 viene pubblicato Hard Out Here come primo estratto dall'album. Il secondo singolo, Black Mascara, viene messo in commercio il 24 agosto 2022. Il 12 ottobre 2022 vengono rilasciati in contemporanea il terzo e il quarto singolo, Escapism, che riuscirà a raggiungere la vetta della Official Singles Chart, e  The Thrill Is Gone. Il 2 febbraio 2023, un giorno prima la pubblicazione dell'album, viene messo in commercio il quinto singolo Ice Cream Man.

### Tour
Per promuovere il disco, la cantante è stata impegnata con un tour che l'ha vista esibirsi in vari paesi europei e nell'America del Nord tra la primavera e l'autunno del 2023.

### Album dal vivo
Il 16 ottobre 2023, Raye ha pubblicato l'album dal vivo My 21st Century Symphony (Live at the Royal Albert Hall), registrato in occasione del suo concerto alla Royal Albert Hall del 26 settembre 2023. L'album vede la collaborazione della Heritage Orchestra che ha accompagnato Raye nella sua performance insieme al Flames Collective come coro gospel. Il concerto è andato poi in onda sul canale televisivo BBC One il 3 gennaio 2024.

## Tracce
1. Introduction – 0:58 (Austin Lichtenstein, Pete Miller)
2. Oscar Winning Tears – 3:04 (Mike Sabath, Rachel Keen)
3. Hard Out Here – 3:11 (Brandon Colbein, Justin Tranter, Mike Sabath, Rachel Keen)
4. Black Mascara – 4:00 (John Morgan, Rachel Keen, Will Lansley)
5. Escapism – 4:32 (Danielle Balbuena, Mike Sabath, Rachel Keen)
6. Mary Jane – 3:52 (Mike Sabath, Rachel Keen)
7. The Thrill Is Gone – 3:19 (Anton Göransson, Isabella Sjöstrand, Mike Sabath, Rachel Keen)
8. Ice Cream Man – 4:09 (Mike Sabath, Rachel Keen)
9. Flip a Switch – 3:21 (Rachel Keen, Stephen McGregor)
10. Body Dysmorphia – 2:33 (Mike Sabath, Rachel Keen)
11. Environmental Anxiety – 3:14 (Jenna Felsenthal, Mike Sabath, Rachel Keen)
12. Five Star Hotels (feat. Mahalia) – 3:24 (Eddie Benjamin, Kennedi Lykken, Mahalia, Mike Sabath, Rachel Keen)
13. Worth It – 4:07 (John Hill, Mike Sabath, Rachel Keen)
14. Buss It Down – 2:37 (Antoinette Smith, Eyelar Mirzazadeh, Mike Sabath, Rachel Keen)
15. Fin – 0:31 (Rachel Keen)

## Classifiche
| Classifica (2023-25) | Posizione massima |
| -------------------- | ----------------- |
| Belgio (Fiandre)     | 15                |
| Belgio (Vallonia)    | 139               |
| Canada               | 25                |
| Francia              | 97                |
| Germania             | 34                |
| Irlanda              | 13                |
| Lituania             | 80                |
| Norvegia             | 16                |
| Nuova Zelanda        | 34                |
| Paesi Bassi          | 30                |
| Regno Unito          | 2                 |
| Spagna               | 95                |
| Stati Uniti          | 58                |
| Svizzera             | 17                |